# Ingeborg Eriksdatter (Dänemark)
Ingeborg Eriksdatter, Ingeborg Ingebjørg Eriksdatter, (* um 1244 in Dänemark; † 1287 in Bergen) war Königin von Norwegen.

## Leben
Ihre Eltern waren König Erik IV. Plovpenning (1216–1250) von Dänemark und dessen Frau Königin Jutta (ca. 1223–1267).
Sie war die erste Königin, die in Norwegen gekrönt worden ist und die erste, die ein eigenes Lehen, das in etwa dem heutigen Østfold entspricht, zur selbständigen Nutzung erhalten hat.
Sie war ungefähr sechs Jahre alt, als ihr Vater ermordet wurde. Ihre Mutter zog daraufhin zu ihren Eltern nach Sachsen zurück. Dort wuchs sie mit ihren drei Schwestern auf, war aber auch zeitweise am Hof ihres Onkels König Christoffer und Königin Margrete Sambiria, zeitweise aber auch in einem Kloster. Die vier Schwestern erbten nach ihrem Vater bedeutende Ländereien. Sowohl auf norwegischer als auch auf schwedischer Seite überlegte man die politischen und ökonomischen Perspektiven, die mit den Schwestern verbunden waren. 1260 heiratete der schwedische König Waldemar Birgersson Ingeborgs Schwester Sophie. Gleichzeitig reifte der Plan, dass Ingeborg den künftigen norwegischen König Magnus lagabætir heiraten sollte.
Zunächst suchte eine norwegische Delegation das Einverständnis ihres Großvaters, Herzog Albrecht von Sachsen, wurde aber von diesem an die dänische Verwandtschaft verwiesen. 1261 kam eine weitere norwegische Delegation unter Leitung von Bischof Håkon von Oslo nach Horsens in Jütland, wo sich Ingeborg in einem Kloster aufhielt. Man überredete sie zur Reise nach Norwegen. So fuhr sie ohne Zustimmung des dänischen Königs oder ihres Vormunds nach Norwegen.
Am 28. Juli 1261 traf sie in Tønsberg ein, und am 14. September wurde mit großen Feierlichkeiten die Hochzeit in Bergen gefeiert. Das Fest fand in drei Hallen mit 1.600 Gästen statt und wird in den Quellen als ungewöhnlich prachtvoll geschildert. Drei Tage später wurden beide in der Christuskirche in Bergen von Erzbischof Einar Smjørbak Gunnarsson gekrönt.
Aus der Ehe gingen vier Kinder hervor, von denen nur die beiden jüngsten, Erik und Håkon das Erwachsenenalter erreichten. Magnus versuchte mehrmals vergeblich, das Erbe seiner Frau in Dänemark ausbezahlt zu bekommen. Doch ihr Vetter König Erik V. Klipping von Dänemark verweigerte die Zahlung. Ingeborg und ihre Schwester Sophie erstritten zwar 1284 ein Urteil in Nyborg, doch das Urteil wurde nicht umgesetzt.
Wahrscheinlich regierte sie nach dem Tode von König Magnus im Jahre 1280 zusammen mit dem Reichsrat im Namen ihres noch minderjährigen Sohnes über sieben Jahre bis zu ihrem Tod. Sie starb aus unbekannter Ursache Ende März 1287, ohne dass der Erbschaftsstreit über ihre dänischen Ansprüche gelöst worden wäre. Erst ihrem Sohn König Erik gelang es, das Erbe zu erlangen.